# Vazha-Pshavela
Vazha-Pshavela (em alfabeto georgiano: ვაჟა-ფშაველა, vɑʒɑ - pʰʃɑvɛlɑ) (Chargali, 26 de julho de 1861 - Tbilisi, 10 de julho de 1915) é o pseudónimo do poeta e escritor georgiano Luka Razikashvili (em alfabeto georgiano: ლუკა რაზიკაშვილი, lukɑ rɑzikɑʃvili).

## Biografia
Vazha-Pshavela nasceu na pequena aldeia Chargali (Pshavi, Geórgia) em uma família de clérigo. Ele licenciou-se no Seminário Pedagógico no Gori 1882, onde ele se tornou perto de populistas georgianos. Então o 1883 entrou no Departamento de Direito da universidade de São Petersburgo (a Rússia) como um estudante de não-crédito, mas voltou à Geórgia em 1884 devido a restrições financeiras. Trabalhado como um professor de língua georgiana. Ele foi também um representante famoso de um movimento de Liberação nacional da Geórgia.
Vazha-Pshavela começou as suas atividades de literatura a meados dos anos 1880. Nos seus trabalhos, ele retratou a vida diária e a psicologia do seu Pshavs contemporâneo. Vazha-Pshavela é o autor de muitos trabalhos literários de nível internacional - 36 epopeias, aproximadamente 400 poemas, jogos, e histórias, bem como etnográfico, jornalístico, e artigos de crítico.
Vazha-Pshavela morreu em Tbilisi no dia 10 de julho de 1915. Enterrado neste mesmo lugar, no Panteão da Montanha Mtatsminda. Ele foi representante de um movimento de Liberação nacional da Geórgia.
Os poemas e as histórias de narrativa de Vazha-Pshavela são publicados em mais de 20 línguas.
O poeta de montanha Vazha-Pshavela é de fato, como Donald Rayfield escreve, "qualitativamente de uma maior magnitude do que qualquer outro escritor georgiano".
Está sepultado no Pantheon de Mtatsminda.

## Obras literárias

### Poemas épicos

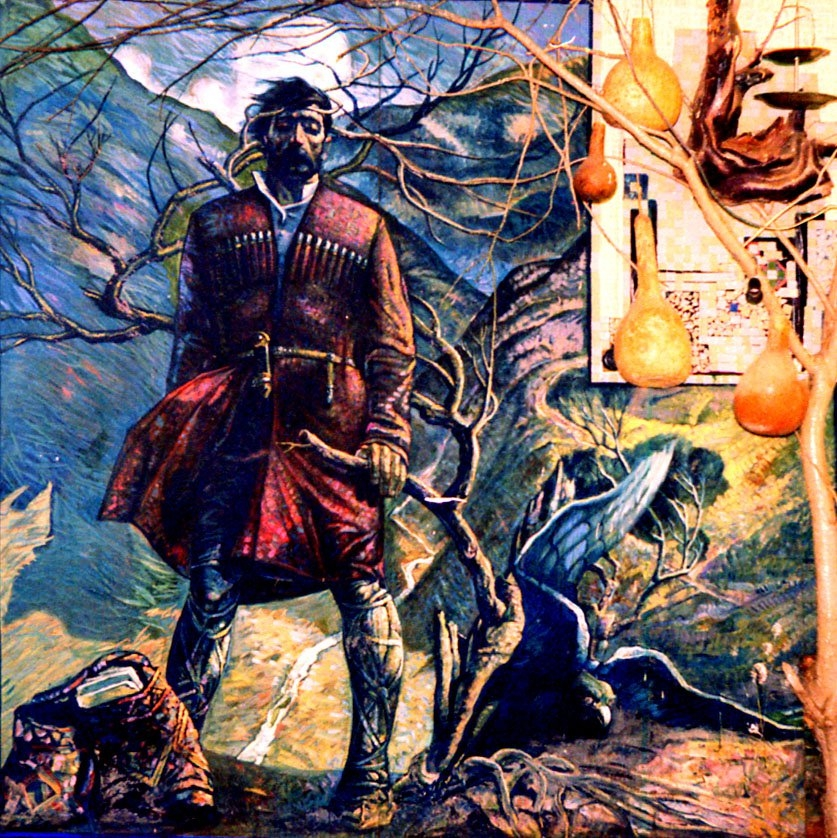
"Vazha-Pshavela", desenhista Guram Gagoshidze (Chobi), 1991

- Aluda Ketelauri (1888)
- Bakhtrioni (1892)
- Anfitrião e Hóspede (1893)
- O vingador do sangue (1897)
- O Comedor de Serpentes (1901)

### Poesia
- Uma festa (1886)
- O casamento do ogro (1886)
- A vontade de um goldfinger (1891)
- Uma noite nas montanhas (1890)

### Contos
- A história o corço (1883)
- Uma velha faia (1889)
- A altura de montanhas (1895)

### Peças de teatro
- A cena na montanha (1889)
- Caçado da pátria (drama), (1894)
- A comédia florestal (1911)

## Filmes
- Vedreba[3] (O encontro), segundo os poemas Vazha-Pshavela "Aluda Ketelauri" e "O anfitrião e o Hóspede", (este filme foi concedido o Prix Grande no 17o San Remo o Festival internacional de Filmes de Autor, 1974), diretor Tengiz Abuladze[4] - 1967
- Mokvetili, segundo o drama do Vazha-Pshavela "Perseguido da pátria", diretor Giorgi (Gia) Mataradze - 1992

## Literatura
- Grigol Robakidze, "O poeta georgiano Vazha Pshavela".-J. "Russkaya Mysl", agosto de 1911 (em russo)
- Isidore Mantskava, "Vazha Pshavela".-J. "Damoukidebeli Sakartvelo", Paris, 1935, páginas 9-11 (em georgiano)
- Mikho Mossulishvili, "E Phelypaea o coccinea olha na brecha" (Notas sobre Vazha-Pshavela), Não-ficção, uma série das Biografias Ilustrativas de Publicar a casa Pegasi, 2011, ISBN 978–9941-9179-6-7 (em georgiano)